# Drzewoszki Małe
Drzewoszki Małe – wieś w Polsce położona w województwie łódzkim, w powiecie kutnowskim, w gminie Żychlin.
W latach 1975–1998 miejscowość należała administracyjnie do województwa płockiego.
Urodził się tu Ludwik Marcelian Garbowski – polski botanik i fitopatolog, wykładowca Szkoły Głównej Gospodarstwa Wiejskiego w Warszawie, wieloletni pracownik naukowy Instytutów Rolniczych w Bydgoszczy, członek Towarzystwa Naukowego Warszawskiego.